# Villanovilla
Villanovilla (en aragonès Villanoviella) és una localitat espanyola pertanyent a el municipi de Jaca, a la Jacetània, província d'Osca, Aragó.

## Geografia
Villanovilla està enclavada en la part inferior de la vall del riu Ijuez, afluent del riu Aragó, a La Garcipollera.

## Història
A diferència d'altres localitats de la vall, el seu nucli urbà va ser reservat en propietat pels seus veïns, quan el Patrimoni Forestal de l'Estat va adquirir els terrenys de la vall per a la seva reforestació. Després d'anys de despoblació, Villanovilla va aconseguir salvar-se de l'abandonament, gràcies a la rehabilitació dels seus habitatges.

## Demografia

### Localitat
Dades demogràfiques de Villanovilla des de 1900:
| 1900 | 1910 | 1920 | 1930 | 1940 | 1950 | 1960 | 1970 | 1981 | 1991 | 2001 | 2011 | 2019 |
| ---- | ---- | ---- | ---- | ---- | ---- | ---- | ---- | ---- | ---- | ---- | ---- | ---- |
| 75   | 72   | 73   | 60   | 52   | 48   | 30   | 10   | 6    | 3    | 8    | 11   | 12   |

### Antic municipi
Dades demogràfiques del municipi de Villanovilla des de 1842:
| 1842 | 1857 | 1860 | 1877 | 1887 | 1897 | 1900 | 1910 | 1920 |
| ---- | ---- | ---- | ---- | ---- | ---- | ---- | ---- | ---- |
| 56   | 346  | 323  | --   | --   | --   | --   | --   | --   |

- Entre el Cens de 1857 i l'anterior, creix el terme del municipi perquè incorpora a Acín i Larrosa.
- Entre el Cens de 1877 i l'anterior, aquest municipi desapareix perquè canvia de nom i apareix com el municipi de Acín.
- Dades referides a la població de dret, excepte en els Censos de 1857 i 1860, que es refereixen a la població de fet.